# Керченская картинная галерея имени Н. Я. Бута
Керченская картинная галерея имени Н. Я. Бута, Керченская картинная галерея — художественный музей в городе Керчь. Основана в 1968 году. В настоящее время в составе Восточно-Крымского историко-культурного музея-заповедника.

## История

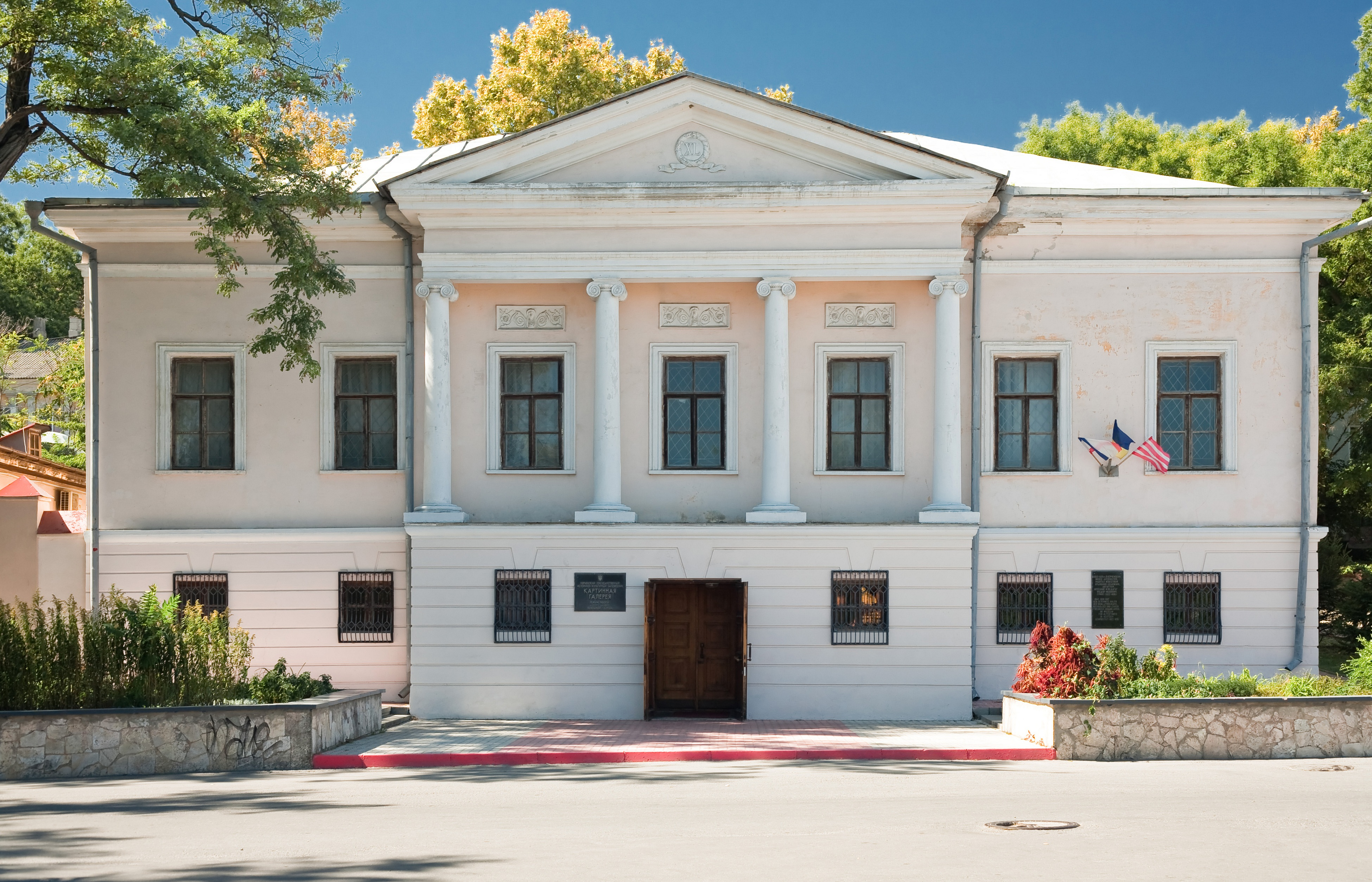
Жилой дом XIX века — помещение галереи после реставрации 1985 года.

История картинной галереи начинается с ноября 1968 года, когда Народный художник РСФСР, один из ведущих мастеров Студии военных художников им. М. Б. Грекова Николай Яковлевич Бут (1928—1989) передал в дар Керченскому историко-археологическому музею 29 своих полотен и многочисленные эскизы из цикла «Аджимушкай.1942 год», посвящённые героической обороне Керчи в период Великой Отечественной войны.
В то время выставка размещалась в одном из залов основного здания историко-археологического музея. Выставка Н. Я. Бута «Аджимушкай. 1942.» стала экспозиционной основой Картинной галереи в новом здании, и после его реставрации была торжественно открыта 7 мая 1985 года, в канун 40-летия Победы советского народа над фашистской Германией. С 1987 года Картинная галерея является основным выставочным залом музея-заповедника.
Картинная галерея — объект, в настоящее время входящий в состав ГБУ РК «Восточно-Крымский историко-культурный музей-заповедник», расположен на улице Театральной, дом № 36, литер «А» у подножия Большой Митридатской лестницы в историческом центре Керчи. Размещается в здании с четырёхколонным портиком постройки первой половины XIX века, памятнике архитектуры стиля классицизма  Объект культурного наследия народов РФ регионального значения. Рег. № 911710946680005 (ЕГРОКН).

## Экспозиция
В экспозиционно-выставочной деятельности использование фондовой коллекции музейных предметов живописи, скульптуры, графики составляют существенную часть. К числу постоянных выставок относятся экспозиции, представляющие памятники истории и культуры разных времён и народов:
Выставка «Античные памятники Боспора», дающая представление о древней истории и самобытной греческой культуре, демонстрирующая находки археологов: солнечные часы с букранием, рельеф «Пирующий Геракл» (III в. до н. э.), навершие надгробной стелы в виде коринфского шлема (V в. до н. э.).
Выставка «Христианские памятники Керчи» включает: диорама памятника византийского зодчества «Храм Иоанна Предтечи» (IX-X вв.), она попеременно демонстрирует виды храма и Керчи XIX и XX столетий; копия мозаики «Христос Пантократор» собора Святого Петра в Ватикане — дар Папы Римского Иоанна Павла II президенту СССР М. С. Горбачёву в 1986 году; мраморный рельеф с изображением «Доброго пастыря», первого изображения Христа в раннехристианском искусстве; икона «Богоматерь милующая» (Достойная есть) — дар «Дома Невьянской иконы» (Екатеринбург); живописный цикл картин А. Д. Шибнёва (Беларусь) «Притяжение Керчи».
В данный период фонд произведений живописи Восточно-Крымского историко-культурного музея-заповедника составляет более 2000 единиц хранения. Он представляет изобразительное искусство Керчи, её культуру от античности до наших дней. Картинная галерея экспонирует временные художественные выставки из фондов других музеев Крыма, России, персональные и коллективные выставки художников. Всего за годы работы прошло свыше 350 выставок (более 20 сменных выставок). Популярностью у творческой интеллигенции города и любителей искусства пользуются тематические встречи «Гостиная на Дворянской». К их проведению привлекаются представители учреждений образования и культуры Керчи, централизованной библиотечной системы, литературных объединений, общественных организаций.
22 марта 2017 в картинной галерее торжественно открылась выставка «Крымский мост. Фантастическая реальность». Открывая выставку, глава Крыма Сергей Аксёнов сказал: «Я знаю, что много очень находок, которые имеют историческое значение… На самом деле, наверное, правильное решение такой музей создать. Я поддерживаю коллег из информационного центра „Крымский мост“, Восточно-Крымский историко-культурный заповедник-музей… Это история, которая творится руками наших строителей». Директор музея-заповедника Татьяна Умрихина отметила, что день открытия выставки «останется в истории нашей державы как начало летописи строительства моста». Заместитель начальника ФКУ Упрдор «Тамань» Владислав Сафин поблагодарил музейщиков за организацию выставки.
Выставка размещена в двух залах. В первом представлены экспонаты, посвященные попыткам построить мост через Керченский пролив: натурные рисунки строительства в 1944 году Керченского железнодорожного моста, выполненные мостостроителем Борисом Надежиным, документы, найденные сотрудниками музея-заповедника в Государственном архиве РК, посвященные идее британского правительства начала XX века проложить через Керченский пролив железную дорогу, чтобы соединить Британию со своей колонией. Во втором зале выставлены экспонаты, связанные с нынешним возведением моста: макет будущего сооружения, образцы бетона, арматуры, металлоконструкций для пролетного строения, крючок для вязки арматуры, аппарат для автоматической сварки, высокопрочные болты, спецодежда, документы, личные вещи мостостроителей (медали, грамоты, фотографии). Здесь представлены фото- и видеоматериалы и археологические находки, полученные во время охранных раскопок, которые предшествовали строительству. На выставке экспонирован крупный фрагмент терракотовой скульптуры в форме головы мужчины. Этот артефакт предположительно V века до н. э. был найден во время подводных раскопок в Керченской бухте у мыса Ак-Бурун.
В 2020 году выставка экспонировалась в Туле.

## Режим посещения
- в зимнее время — вторник, четверг и выходные дни — с 9:00 до 17:00, в пятницу — с 10:00 до 19:00;
- летом — вторник, четверг и выходные дни — с 9:00 до 18:00, в пятницу — с 11:00 до 20:00; выходной день — понедельник.